# Howard W. Hunter

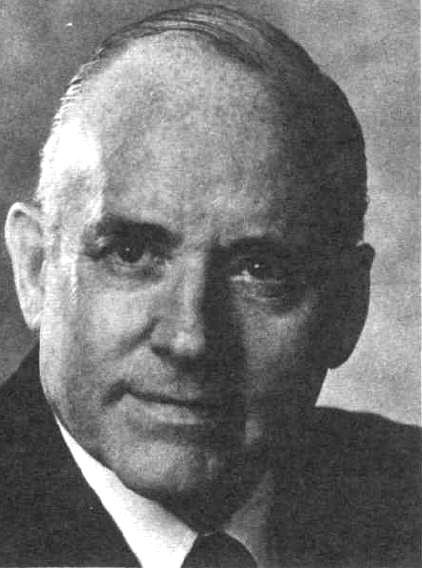
Howard William Hunter

Howard William Hunter (* 14. November 1907 in Boise, Idaho; † 3. März 1995 in Salt Lake City, Utah) war der 14. Präsident der Kirche Jesu Christi der Heiligen der Letzten Tage.

## Leben
Howard W. Hunter wird am 14. November 1907 als Sohn von John William Hunter und Nellie Marie Rasmussen Hunter geboren. Er war sehr musikalisch und spielte mehrere Instrumente. Mit der Band, die er gründete, den Hunter Croonaders, spielte er auf Kreuzfahrtschiffen.
Mit seiner Frau Clara May Jeffs, die er 1931 heiratete, hatte er drei Kinder. Nach ihrem Tod 1983 heiratete er 1990 Inis Bernice Egan.
Am 15. Oktober 1959 berief ihn Präsident David O. McKay zum Apostel. In dieser Eigenschaft führte er die Verhandlungen in Jerusalem, um dort den Ableger der Brigham Young University, das Jerusalem Center, zu gründen.

## Seine Präsidentschaft
Nach dem Tod von Ezra Taft Benson wird  Howard W. Hunter am 5. Juni 1994 zum Präsidenten der Kirche ordiniert. Er forderte die Mitglieder dazu auf, den Tempel als besonderen Ausdruck ihrer Religion häufig zu besuchen. Während seiner Präsidentschaft weihte er zwei Tempel.
Schon bevor er Präsident der Kirche wurde, war er schwer krank und bewegte sich mühsam mit einer Gehhilfe, nachdem er vorher zeitweilig überhaupt nicht mehr gehen konnte. Er starb am 3. März 1995. Seine neunmonatige Präsidentschaft war die bisher kürzeste in der Geschichte seiner Kirche.